# Saskia Elemans
Saskia Elemans is een Nederlands wielrenster.
Elemans was het meest succesvol in het veldrijden. Op de Nederlandse kampioenschappen veldrijden 2008 en Nederlandse kampioenschappen veldrijden 2009 werd zij derde.
Ook in het mountainbiken behaalde ze podiumplaatsen op de Nederlandse kampioenschappen mountainbike. Op de Europese kampioenschappen mountainbike 2008 behaalde ze een veertiende plaats. 

## Palmares
- 1e, 2002, veldcross Boxtel
- 1e, 2007, veldcross Woerden